# 江ノ濱神社
江ノ濱神社（えのはまじんじゃ）は、長崎県新上五島町江ノ浜郷に鎮座する神社である。

## 祭神

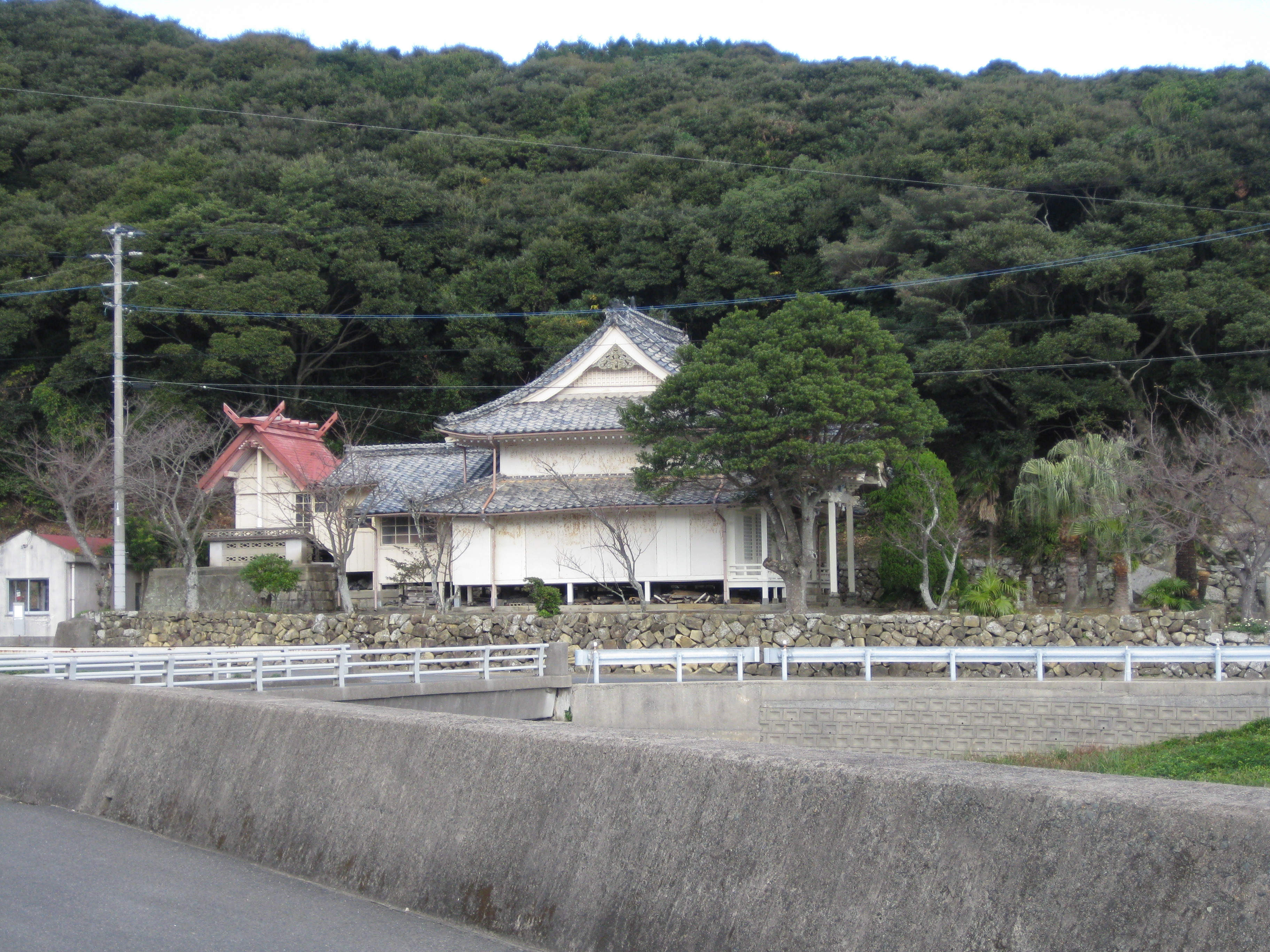
社殿

倉稲玉神、大山祇神を主祭神に、大物主神、金山彦神の2柱を配祀する。
配祀神中の大物主神・金山彦神は金刀比羅神社の祭神である。

## 歴史

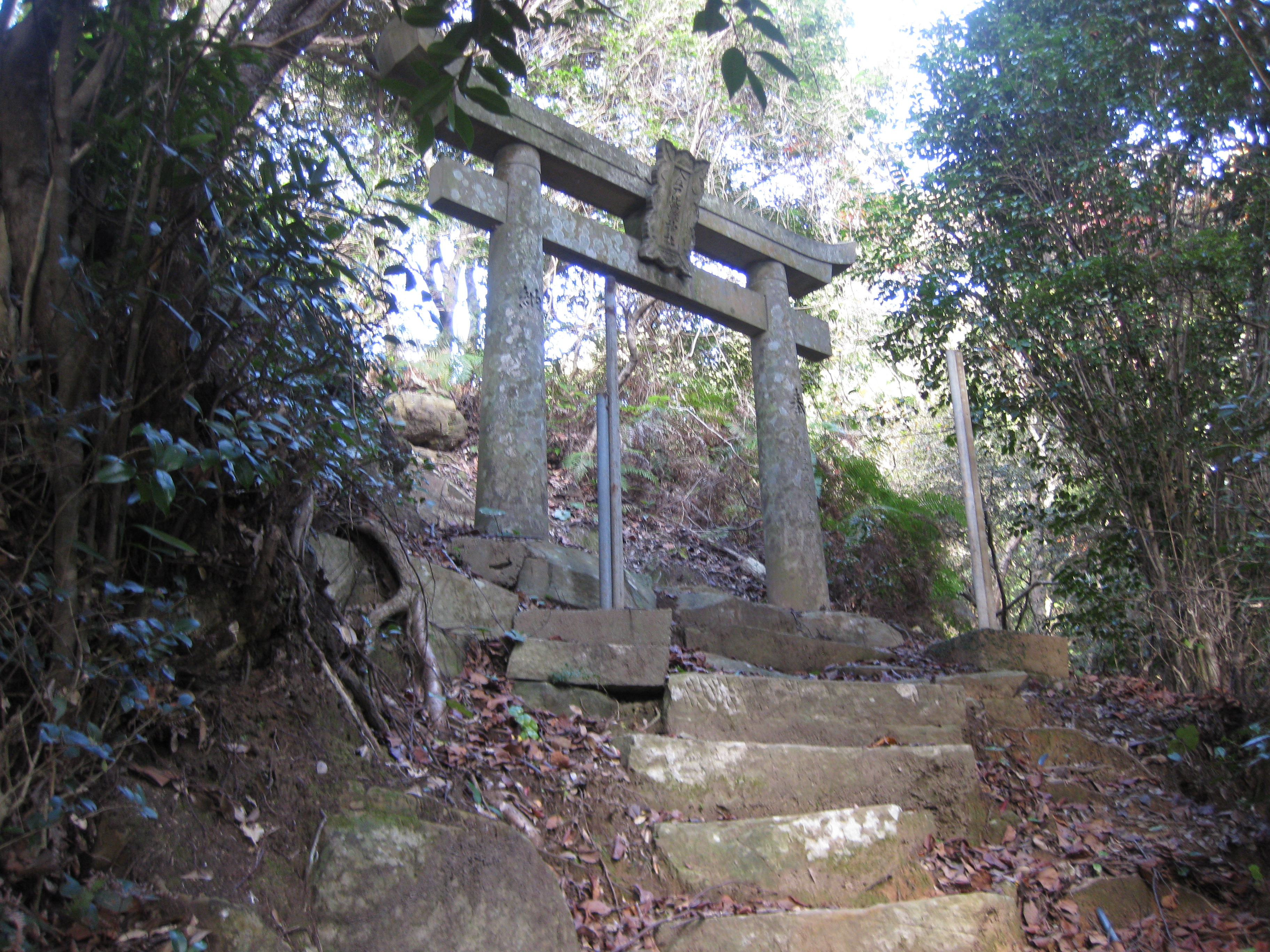
金刀比羅神社

創建は保元2年（1157年）9月15日。かつて江ノ浜が江崎村と称されていた頃の地頭の邸内に祀っていた鎮守の神を、同村の氏神として現在の宮地に奉遷したことに始まる。
明治7年（1874年）5月5日、無格社となる。同41年（1908年）7月10日、同郷鎮座の金刀比羅神社を合祀した。

## 祭祀
10月14、15日の例祭には有川神楽が奉納される。有川神楽は国の選択無形民俗文化財にも選択された五島神楽に含まれる。
主な祭礼・神事
- 祈年祭（2月28日）
- 例大祭（10月14、15日）
- 新嘗祭（11月28日）

## 境内社

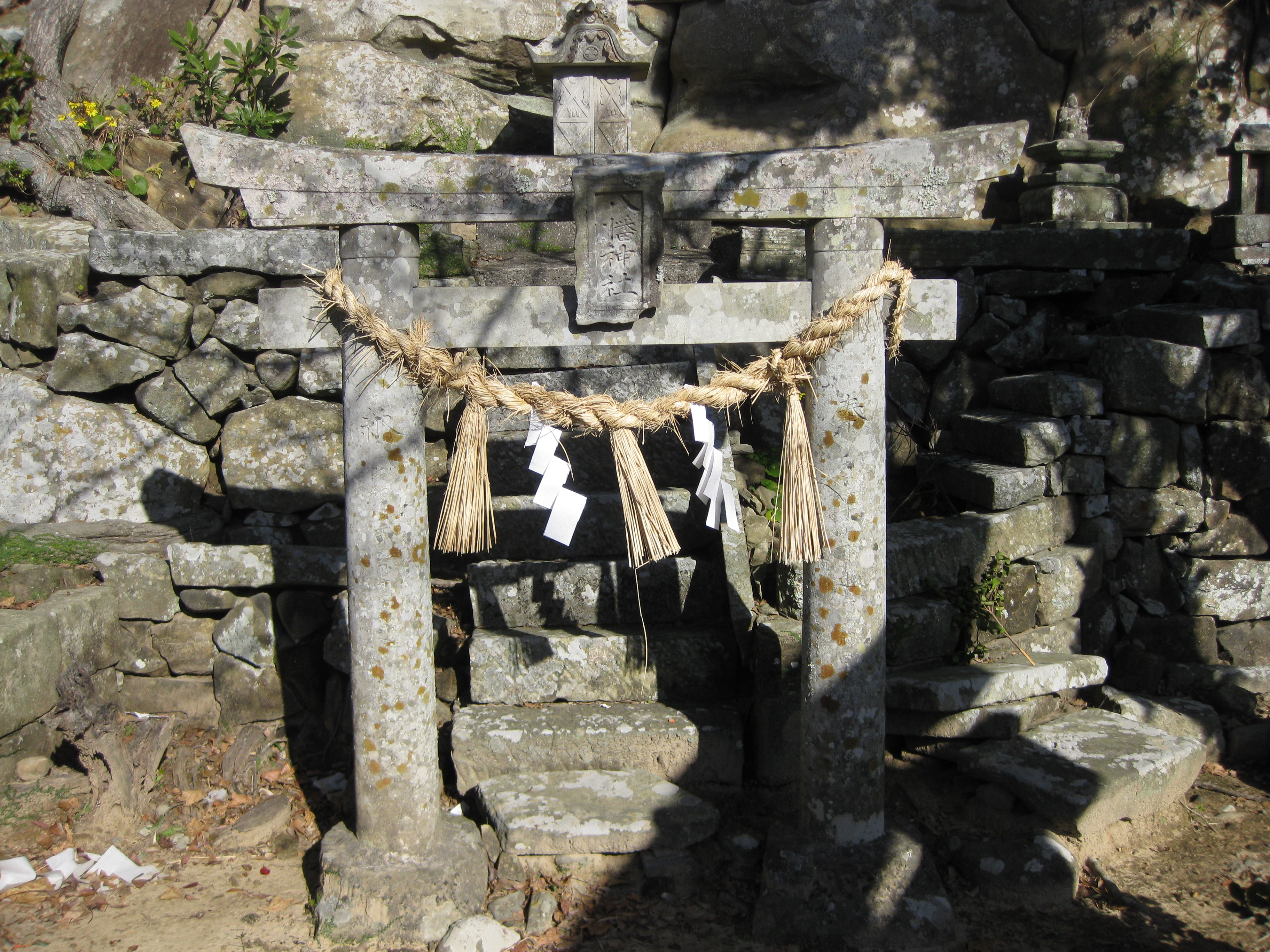
境内社・八幡神社

- 八幡神社

## その他の神社
その他の江ノ浜郷の神社に藤ヶ嶽神社がある。
また、隣接する友住郷に 八坂神社 がある。

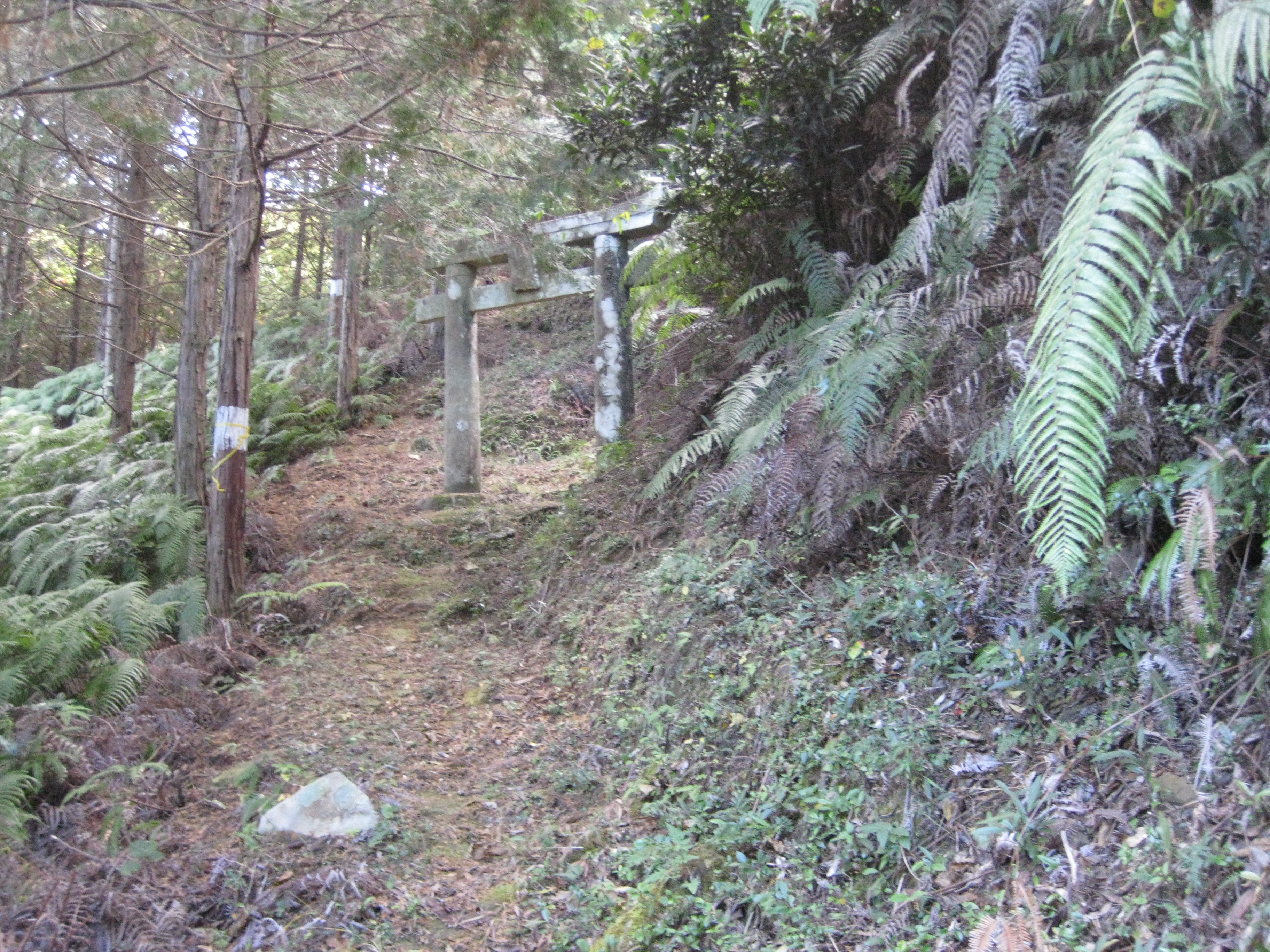
藤ヶ嶽神社・一の鳥居
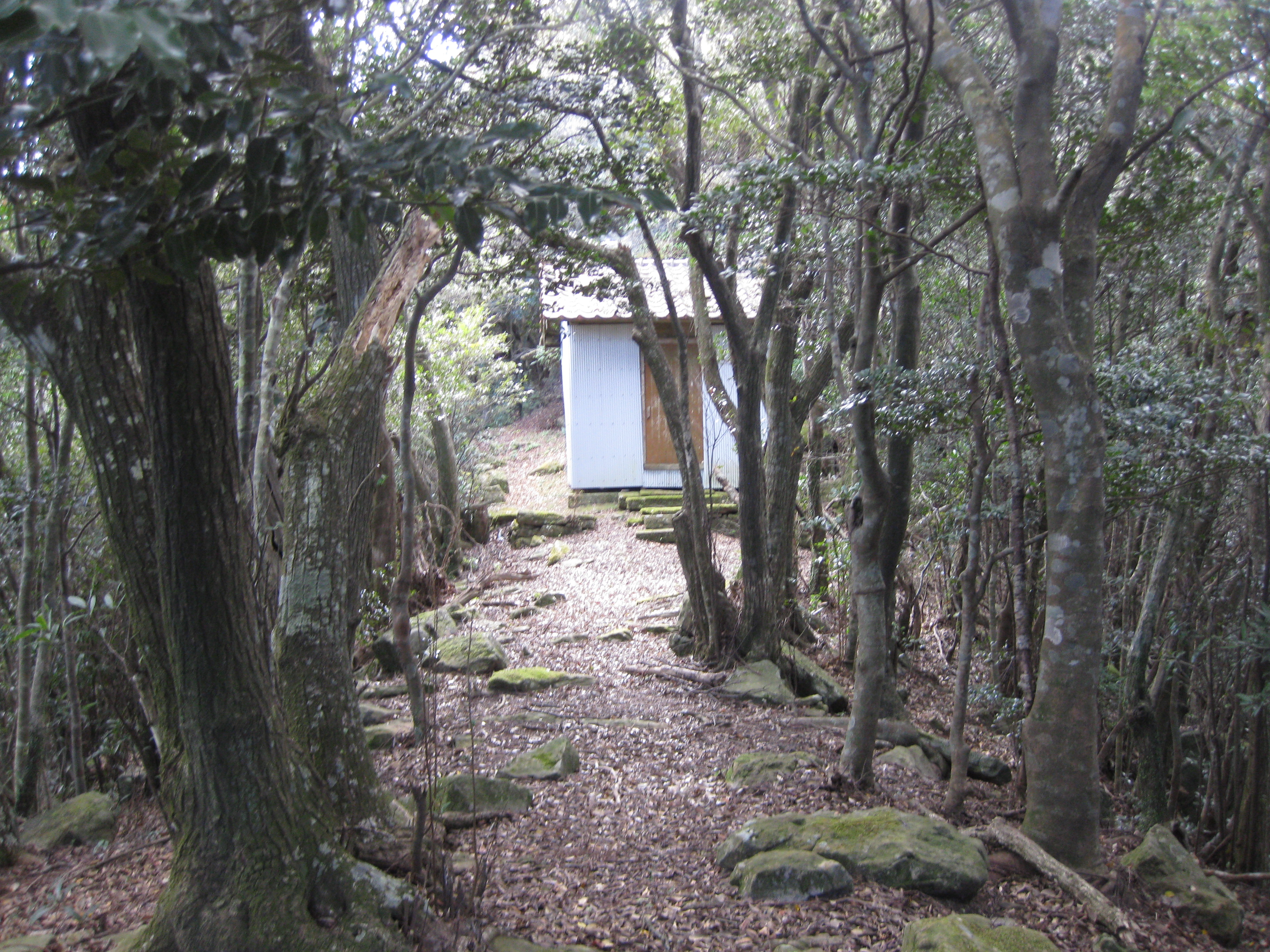
藤ヶ嶽神社・拝殿
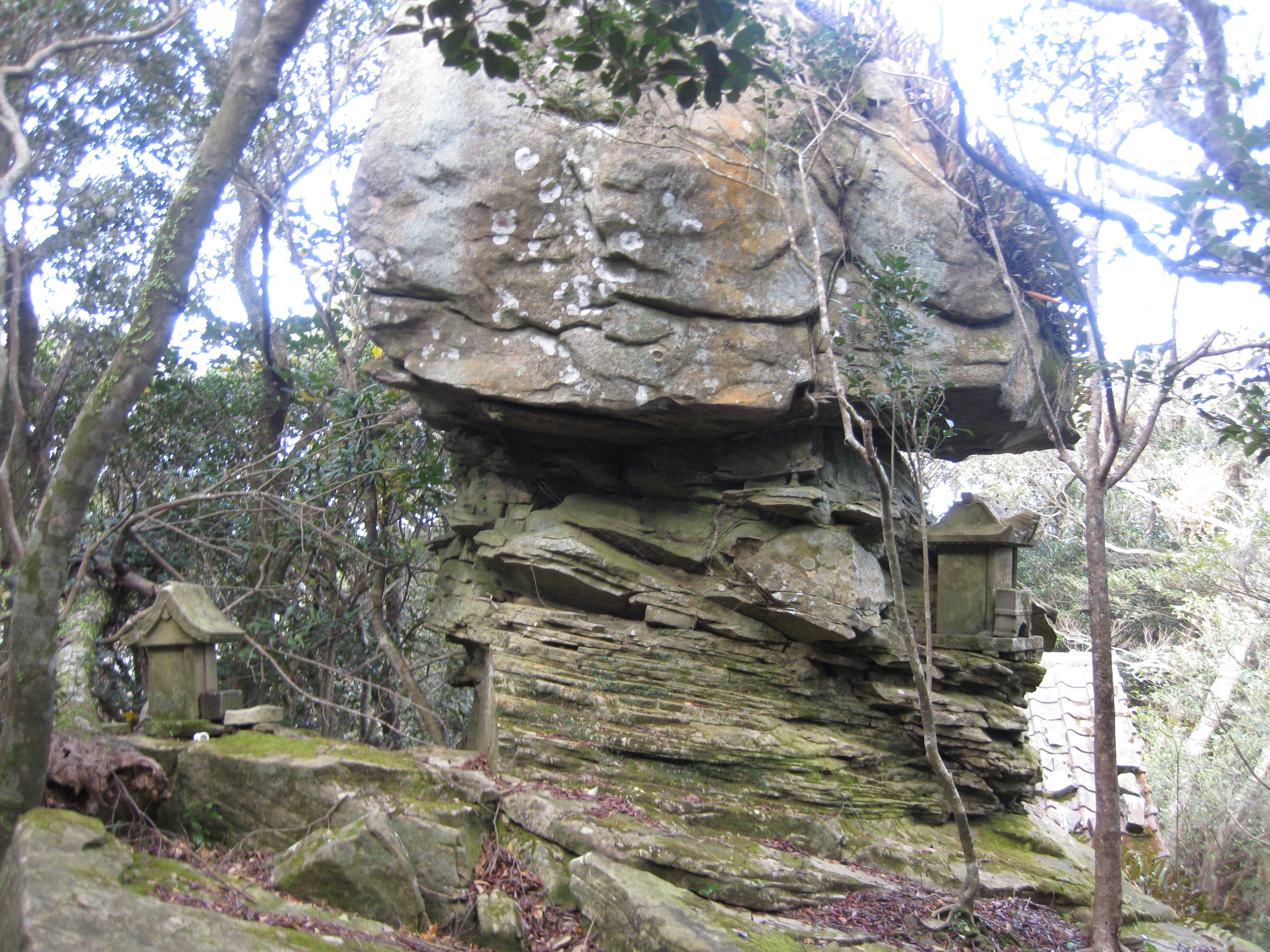
藤ヶ嶽神社・御神体の磐座に2基の祠がある